# گرین پارک (میزوری)
گرین پارک (به انگلیسی: Green Park) یک شهر در ایالات متحده آمریکا است که در شهرستان سنت لوئیس، میزوری واقع شده‌است. گرین پارک ۳٫۵۰ کیلومتر مربع مساحت و ۲٬۶۲۲ نفر جمعیت دارد و ۱۶۴ متر بالاتر از سطح دریا واقع شده‌است.